# Col de Cou
Col de Cou (također se piše Col de Coux) (1921 m) je planinski prijevoj u Alpama, koji se nalazi na granici između Švicarske i Francuske. Povezuje Champéry u švicarskom kantonu Valais s Morzineom u francuskom departmanu Haute-Savoie. To je najniži granični prijelaz između Pas de Morgins i Dents du Midi.

## Vanjske poveznice
- Col de Cou na Hikru